# بيت الصريمي (الرياشية)

تعديل مصدري - تعديل

بيت الصريمي هي إحدى قرى عزلة ثمن الرياشية بمديرية الرياشية التابعة لمحافظة البيضاء، بلغ تعداد سكانها 1681 نسمة حسب تعداد اليمن لعام 2004.